# Rieboły
Rieboły (ros. Реболы) – wieś (sieło) w Rosji, w Karelii, w rejonie mujezierskim. W 2010 liczyła 858 mieszkańców.